# Thérapie des schémas
La thérapie des schémas (dite aussi schémathérapie ou thérapie centrée sur les schémas) est une méthode psychothérapeutique développée par le psychologue américain Jeffrey Young, à la suite de sa collaboration avec Aaron Beck qui faisait partie du courant des thérapies cognitivo-comportementales (TCC). Elle est utilisée en psychologie depuis le début du XXIe siècle dans le cadre du traitement des troubles de la personnalité et des troubles chroniques de l'Axe I (dépression, anxiété, etc.). La thérapie des schémas a prouvé son efficacité dans plusieurs études, notamment dans le traitement des troubles de la personnalité.
Cette méthode psychothérapeutique intègre les apports des neurosciences et regroupe théories et pratiques d'usage de diverses thérapies comme la TCC, la théorie de l'attachement, la théorie de la dissociation, la gestalt-thérapie, quelques apports de la psychanalyse. La thérapie des schémas est donc une psychothérapie intégrative au sens où elle intègre les apports de différentes écoles.
Les grands principes de la thérapie des schémas sont que, durant l'enfance et l'adolescence, à la suite de réponses plus ou moins adaptées aux besoins affectifs fondamentaux de la personne par ses figures d'attachement, elle développe des schémas (ensemble de croyances sur soi-même ou les autres qui découlent de souvenirs, perceptions, émotions vécus par la personne lors de ces expériences). Lorsque ces schémas sont dysfonctionnels, on les nomme schémas précoces inadaptés (SPI). Les SPI faisant revivre l'expérience négative d'origine lorsqu'ils sont activés, la personne va tenter de s'adapter en utilisant les trois types de réactions face au danger que sont la soumission, la fuite ou la contre-attaque. C'est ce qu'on appelle des stratégies précoces. Ces stratégies précoces sont choisies par la personne en fonction de son tempérament. Dans la thérapie centrée sur les schémas, le principe avec lequel le thérapeute et la personne travaillent le plus sont les modes : l'addition du SPI à sa stratégie précoce. La thérapie se déroule en trois temps : un premier d'évaluation, un second temps de travail plutôt centré sur les émotions puis un dernier temps plutôt centré sur le comportement de la personne.

## Historique
Alfred Adler, après sa rupture avec Freud, semble être le premier à décrire les schémas cognitifs qu'il décrit comme la manière de voir le monde de chaque individu dans son ouvrage nommé Le Sens de la vie (The Science of Living) publié en 1929. Le psychiatre Aaron Beck a fait référence à cette notion dans des ouvrages traitant de thérapie cognitivo-comportementale (TCC) dans les années 80.
Le psychologue Jeffrey Young, travailla quelques années avec A. Beck sur le trouble dépressif majeur, en traitant les personnes visées et sélectionnées par les travaux de ce dernier. Lorsqu'il ouvrit son cabinet de manière indépendante, en 1984, il fut confronté à toute la patientèle et donc toutes les pathologies, et remarqua, avec d'autres collègues, certaines limitations dans le modèle des TCC.
Dès 1985, J. Young créa un groupe de réflexion pour centrer la thérapie sur les schémas, dont A. Beck avait déjà montré l'existence, mais précisément sur ceux créés par la personne dans son enfance. Jusqu'en 1998, des études cliniques sont réalisées, entrainant des modifications sur la théorie, à la suite de quoi, il créa l’approche de la thérapie des schémas. Pour cela, il ajouta à sa maîtrise des TCC plusieurs théories (la théorie de l'attachement, la théorie de la dissociation) ainsi que certaines notions tirées de la psychanalyse et l'approche Gestalt.

## Éléments constitutifs de la thérapie des schémas

### Thérapie cognitivo-comportementale
Partant de la thérapie cognitive, A. Beck conçut la thérapie des schémas cognitifs à partir de l'observation de la similarité entre les thèmes contenus dans les rêves de ses patients et ceux de leurs pensées automatiques, il en déduit qu'il existe chez les personnes des schémas inconscients qui s'expriment lors de pensées automatiques. J. Young utilise la théorie des schémas cognitifs mais en s’intéressant exclusivement à ceux qui se créent dans l'enfance et l'adolescence.
La thérapie des schémas utilise également les théories comportementales avec notamment la notion de renforcement comportementale où la personne apprend par l'expérience : elle reproduira les comportements aux conséquences positives et aura tendance à éviter les comportements aux conséquences négatives. Cependant, J. Young y ajoute certaines notions, notamment le fait que la personne utilise des stratégies inconscientes pour s'adapter face aux SPI.
J. Young explique également avoir été beaucoup influencé par le positionnement de A. Beck face à ses patients et l'utilisation des théories : selon lui, dans la thérapie, il faut partir des données que donne la personne lors des séances, et utiliser la théorie pour en tirer des concepts, et non l'inverse.

### Théorie de l'attachement
La théorie de l'attachement est largement utilisée dans la thérapie des schémas, notamment dans le fait que les schémas se créent à la suite de la non-satisfaction des besoins affectifs fondamentaux de l'enfant, comme le besoin central d'attachement.

### Théorie de la dissociation
Les travaux de Pierre Janet publiés dans le fonctionnement mental des hystériques, l'ont amené à créer le terme de dissociation de la personnalité qui surviendrait à la suite d'un traumatisme. La thérapie centrée sur les schémas intègre cette notion en expliquant la dissociation par le fait que les besoins d'attachement n'ont pas été satisfaits et ont généré un traumatisme qui s'exprime par des changements brusques d'états émotionnels (ou dissociation). Les différents états émotionnels sont nommés modes dans la thérapie des schémas.

### Quelques apports en plus
Young s'est inspiré de certaines notions de la Gestalt-thérapie, notamment en ajoutant la mémoire émotionnelle à la notion de schémas : le thérapeute utilise l'émotion vécue par la personne pour fouiller son passé et trouver l'origine de ses SPI. L'imagerie mentale est également réutilisée dans la thérapie des schémas que cela soit pour effectuer des dialogues (dans le but d'explorer le passé de la personne) ou du reparentage (pour tenter de réparer certaines blessures de besoins affectifs fondamentaux non assouvis dans l'enfance).
On retrouve quelque notions communes avec la psychanalyse avec notamment les mécanismes de défense (qui sont modifiés pour devenir les stratégies précoces), les mécanismes de transfert ou contre-transfert avec le ou la thérapeute. Ces derniers sont réanalysés sous l'angle des SPI et stratégies précoces afin de comprendre le fonctionnement de la personne (et de ses SPI, stratégies). Il existe cependant des différences importantes : en psychanalyse le conflit interne est entre les pulsions et les interdits, alors qu'en thérapie des schémas, il s'agit d'un conflit entre les besoins affectifs fondamentaux et les contraintes de l'environnement de la personne. La notion de complexe d’œdipe est inexistante dans la thérapie des schémas et les techniques d'entretien du thérapeute ne sont pas les mêmes : la libre association et la neutralité bienveillante sont absentes, le thérapeute est au contraire très empathique envers la personne et peut lui révéler certaines choses lorsque le besoin s'en fait ressentir.

## Contre-indication
Lors de trouble psychique aigu, la thérapie des schémas est contre-indiquée. On peut notamment citer les troubles psychotiques aigus, trouble dépressif sévère, un trouble de la personnalité en phase de crise suicidaire, un trouble alimentaire qui nécessite une hospitalisation prochainement, une problématique de dépendance avec consommation actuelle élevée, une déficience intellectuelle de modérée à sévère.

## Données sur l'efficacité de la thérapie des schémas
La thérapie des schémas a été créée dans l'objectif de combler les manques de la TCC pour traiter les troubles de la personnalité. Établie comme une aide à l'individu pour traiter ses SPI de personnalités pathologiques, elle permet de soigner également les pathologies associées (syndrome dépressif ou anxieux chroniques, comportements addictifs ou compulsifs, des difficultés relationnelles récurrentes).
La thérapie part du principe que réduire l'influence de ses différents SPI causera une réduction des symptômes qui lui nuisent au quotidien ou, tout au moins, permettra à l'individu de mieux les supporter.
Une revue a publié les résultats de 12 études se penchant sur cette méthode. Dans 11 études sur les 12, les SPI avaient diminué quel que soit le diagnostic de la personne. De plus, la thérapie des schémas a été comparée à la thérapie basée sur le transfert dans un essai portant sur des patients ayant un trouble de la personnalité borderline. La thérapie des schémas montrait le taux le plus élevé de rémissions symptomatiques ou d'amélioration clinique.
Enfin, une méta-analyse étudiant l'efficacité de plusieurs psychothérapies sur le trouble de la personnalité borderline a montré une efficacité similaire aux autres thérapies désignées pour ce type de troubles (la thérapie basée sur la mentalisation et la thérapie dialectique comportementale).

## Grands principes
Dans la thérapie des schémas, on cherche à travailler sur des traits de personnalités qui font souffrir la personne. Or, les SPI et les stratégies précoces inadaptées sont deux notions fondamentales dans la construction de la personnalité, et donc, de ses troubles.

### Les schémas précoces inadaptés
J. Young est parti des schémas cognitifs de A. Beck et en a modifié certains concepts. Selon A. Beck, les schémas se construisent au début de la vie et d'autres plus tardivement. Dans la thérapie des schémas, pour traiter les troubles de la personnalité, on s'intéresse aux schémas qui sont apparus au début de la vie de la personne (enfance/adolescence).
D'après J. Young, un schéma précoce inadapté : 
- est un sujet important dans la vie de la personne qui l'envahit[10] ;
- est fait d'émotions, de souvenirs[10] ;
- concerne la personne et sa relation aux autres[10] ;
- est dysfonctionnel[10].

Il se forme lors du développement de la personne (enfance et adolescence) et s'enrichit et se complexifie au fur et à mesure en fonction de ses expériences. En règle générale, les expériences remettent en question les croyances que les personnes se forgent petites, mais il peut arriver que certains schémas deviennent pathologiques et limitent la personne dans son vécu quotidien en devenant des sortes de vérités inébranlables au sujet des autres ou de soi.
Dans ses travaux, J. Young a distingué 18 SPI, regroupés en cinq catégories : les schémas concernant la séparation et le rejet, l'autonomie et la performance, le manque de limites, la dépendance aux autres, l'hypervigilance et l'inhibition.
Il existe des SPI primaires ou inconditionnels (schémas d'origine) et des SPI secondaires ou conditionnels (formés en réaction au schéma primaire). D'une personne à l'autre, l'ordre dans lequel les SPI devront être soignés varie. À noter qu'un SPI secondaire est plus facilement accessible à la reconnaissance de la personne car elle rencontrera moins de défenses. Cependant, dans certains cas, la thérapie ne peut avancer sans le traitement de certains schémas primaires car trop envahissants dans le vécu de la personne.

### Les stratégies précoces
Les stratégies d'adaptation sont des comportements où la personne tente de répondre à ses besoins affectifs fondamentaux tout en essayant de s'adapter face à son SPI et son environnement. Pour J. Young, les stratégies précoces sont sélectionnées, sous l'influence du tempérament de la personne (part biologiquement déterminée de la personne). Ce qui explique l'importance de chercher le tempérament de la personne dans la thérapie, notamment pour le moment où la personne voudra changer son comportement : il s'agira alors de respecter son tempérament lors de la recherche de nouvelles stratégies.
Il existe plusieurs types de stratégies précoces, qui peuvent varier selon les SPI et selon les périodes de vie de la personne. Ces types de réactions sont majoritairement fondées sur les trois types de défense face au danger (la fuite, la sidération et le combat).
- Dans la soumission au SPI, où la personne l'intègre comme vrai à un comportement qui va confirmer son SPI. On peut considérer qu'elle n'a pas réellement trouvé d'adaptation efficace[12].
- Dans l'évitement du SPI, la personne va éviter au maximum les situations où le SPI pourrait se réactiver : éviter d'y penser, utiliser des comportements pour inhiber les émotions[12].
- Dans la compensation du SPI, la personne va contrer le SPI en ayant des comportements et pensées allant à l'opposé de celui-ci afin d'en neutraliser les émotions[12].

Dans le quotidien, les stratégies précoces vont s'exprimer lorsque la personne se trouve dans un autre contexte que lorsqu'elle était enfant et n'avait pas vu son besoin fondamental comblé, mais réagit comme si elle était toujours dans la même situation.

### Les modes d'adaptation
Un mode d'adaptation est un regroupement de SPI et de stratégies précoces. Les vécus désagréables qui activent les SPI sont appelés des déclencheurs. Les modes se manifestent par certains états émotionnels, comportements, types de pensées automatiques donnés. Selon les déclencheurs, la personne peut voir s'activer un mode ou un autre. Comme les SPI, les modes sont des ensembles de réseaux de neurones qui ont en mémoire des souvenirs, des perceptions, des émotions ; ils peuvent être latents, inactivés ou, à la suite d'un déclencheur, conscients et actifs. Étant le regroupement des SPI et des stratégies d'adaptation, ils constituent, actuellement, la meilleure base de travail pour la thérapie des SPI. Un mode se reconnait par l'état émotionnel et le type de dialogue du patient.
Il existe plusieurs types de modes : 
- ceux qui reproduisent un état émotionnel infantile : expression sans prise de recul de systèmes comportementaux de peur, colère ou attachement[13] ;
- ceux qui reproduisent un système défensif : avec les trois types de stratégies face au danger[13] ;
- l'internalisation d'un fonctionnement parental : à la suite du système d'attachement, l'enfant copie le fonctionnement de sa figure parentale[13].

## Déroulement de la thérapie

### Temps initial
Cette thérapie ne convenant pas à tous les individus, ou peut ne pas convenir à l'instant précis de la consultation pour diverses raisons (ex. : crise majeure dans un ou plusieurs aspect de la vie de la personne, le ou la thérapeute conseillera alors de différer le commencement de la thérapie), un temps de diagnostic est nécessaire pour évaluer la capacité de la personne à suivre cette thérapie au moment où elle commence à consulter.
Si la personne peut effectuer la thérapie, le temps d'évaluation initiale a plusieurs objectifs :
- l'identification des scénarios de vie qui posent problème à la personne[13] ;
- repérer et identifier l'activation des SPI ;
- comprendre l'origine de la mise en place des SPI ;
- découvrir les stratégies d'adaptation aux SPI ;
- le tempérament de la personne[13] ;
- les modes utilisés fréquemment chez la personne[13].

Il y a également un temps d'explication théorique pour que la personne puisse s'approprier la thérapie et ses outils.
De manière classique, ce modèle d'évaluation dure généralement de cinq à dix séances en fonction de la complexité de la personne (il peut y avoir notamment des mécanismes d'évitement ou de contre-attaque qui freine la reconnaissance des SPI). Plusieurs questionnaires sont à la disposition du praticien, ils sont des aides pour repérer les SPI et les modes, mais ne doivent pas se substituer à ce qu'amène la personne en séance :
- le questionnaire des schémas de Young (QSY), mais les stratégies d'évitement et de contre-attaque peuvent permettre de masquer certains SPI, le praticien ne se base donc pas uniquement sur ce questionnaire ;
- le questionnaire des parents de Young qui peut permettre de repérer certains SPI qui n'avaient pas été révélés lors du QSY du fait des stratégies de défense[14] ;
- le questionnaire des modes qui peut permettre de donner des pistes sur les modes utilisés par la personne[15].

### Les séances suivantes
À la suite de ce premier temps, la thérapie va se concentrer un peu plus sur le repérage des modes qui s'activent dans la vie du patient. Durant cette phase, l'imagerie sera beaucoup plus présente pour faire le lien entre le passé de la personne et les modes qui s'activent. L'imagerie permettra par exemple des discussions entre différents modes de la personne ce qui permettra leur confrontation et leur assouplissement par la suite.
On donnera aussi beaucoup d'explications à la personne sur la manière dont les modes s'activent au quotidien ainsi que sur les besoins fondamentaux. Ces séances auront également pour objectif le reparentage des modes qui expriment un état émotionnel infantile. Ce moment de la thérapie des schémas peut prendre du temps.

### Le dernier temps de thérapie
Sur le dernier temps, la thérapie va se concentrer sur des techniques comportementales afin d'effectuer un changement chez la personne. C'est uniquement si les stratégies dysfonctionnelles sont modifiées que la thérapie sera complète. Ce sont ces stratégies qui ont été mises en place dans l'enfance et l'adolescence de la personne qui favorisent le maintien des SPI : il faut donc les remplacer par des stratégies fonctionnelles pour la personne. Pour ce faire, le thérapeute va encourager la personne à modifier son comportement, tant dans sa vie de tous les jours qu'en séance.